# Bahnhof Shin-Kawasaki

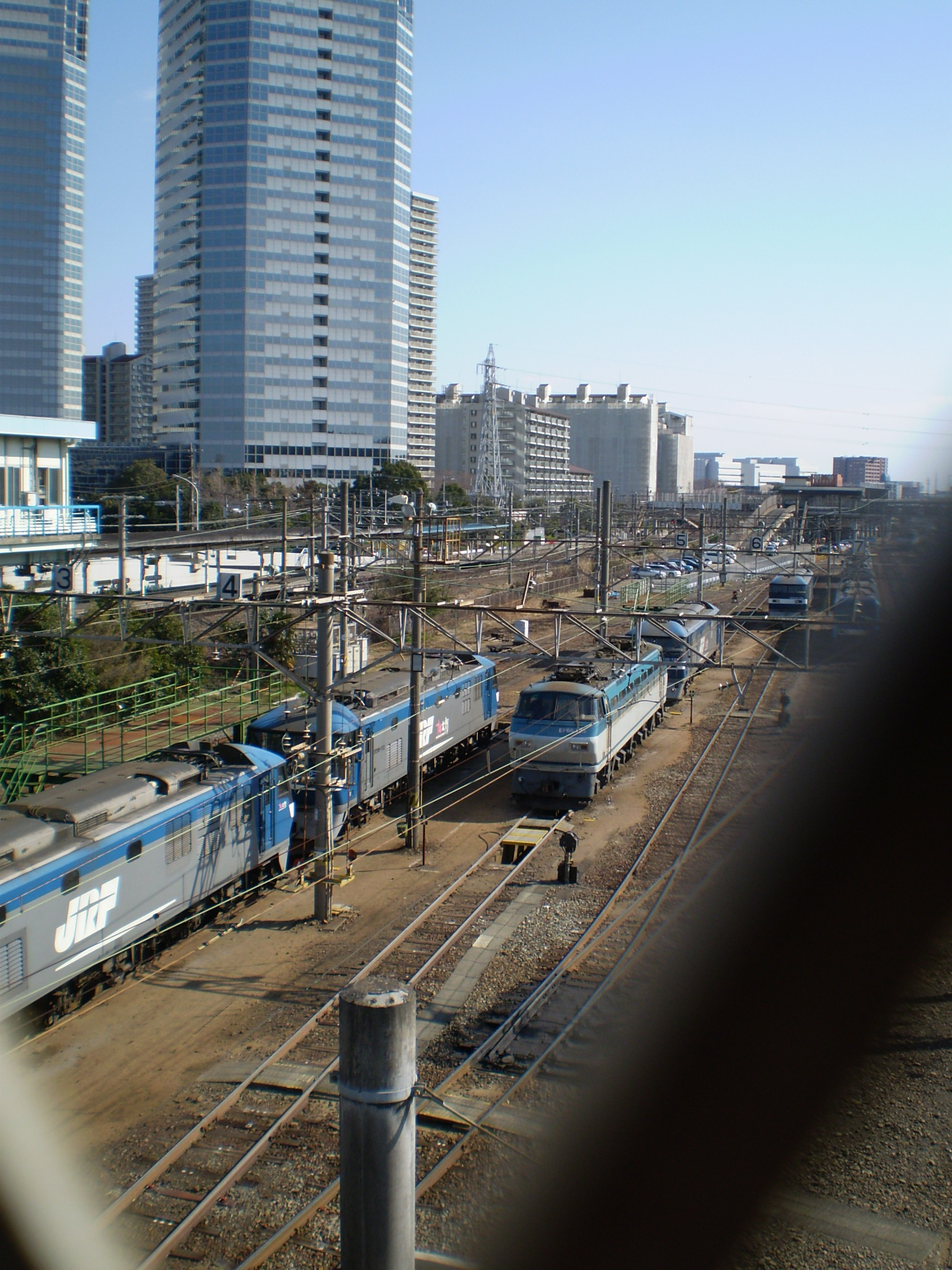
Bahnhof Vorderansicht

Der Bahnhof Shin-Kawasaki (jap. 新川崎駅, Shin-Kawasaki-eki) liegt in Kawasaki in der Präfektur Kanagawa in Japan.
Er wurde am 1. Oktober 1980 von der damaligen Japanese National Railways in Betrieb genommen und wird heute von der JR East betrieben. Für den Personentransport existieren zwei Gleise, eins für jede Richtung. Pro Tag gehen an dieser Station 24.598 Passagiere ein und aus (Werte von 2004). Auf mehreren separaten Gleisen werden auch Güter transportiert.

## Linien
Der Bahnhof Shin-Kawasaki liegt zwischen dem Bahnhof Yokohama und dem Bahnhof Musashi-Kosugi. Er wird von folgenden  Linien bedient:

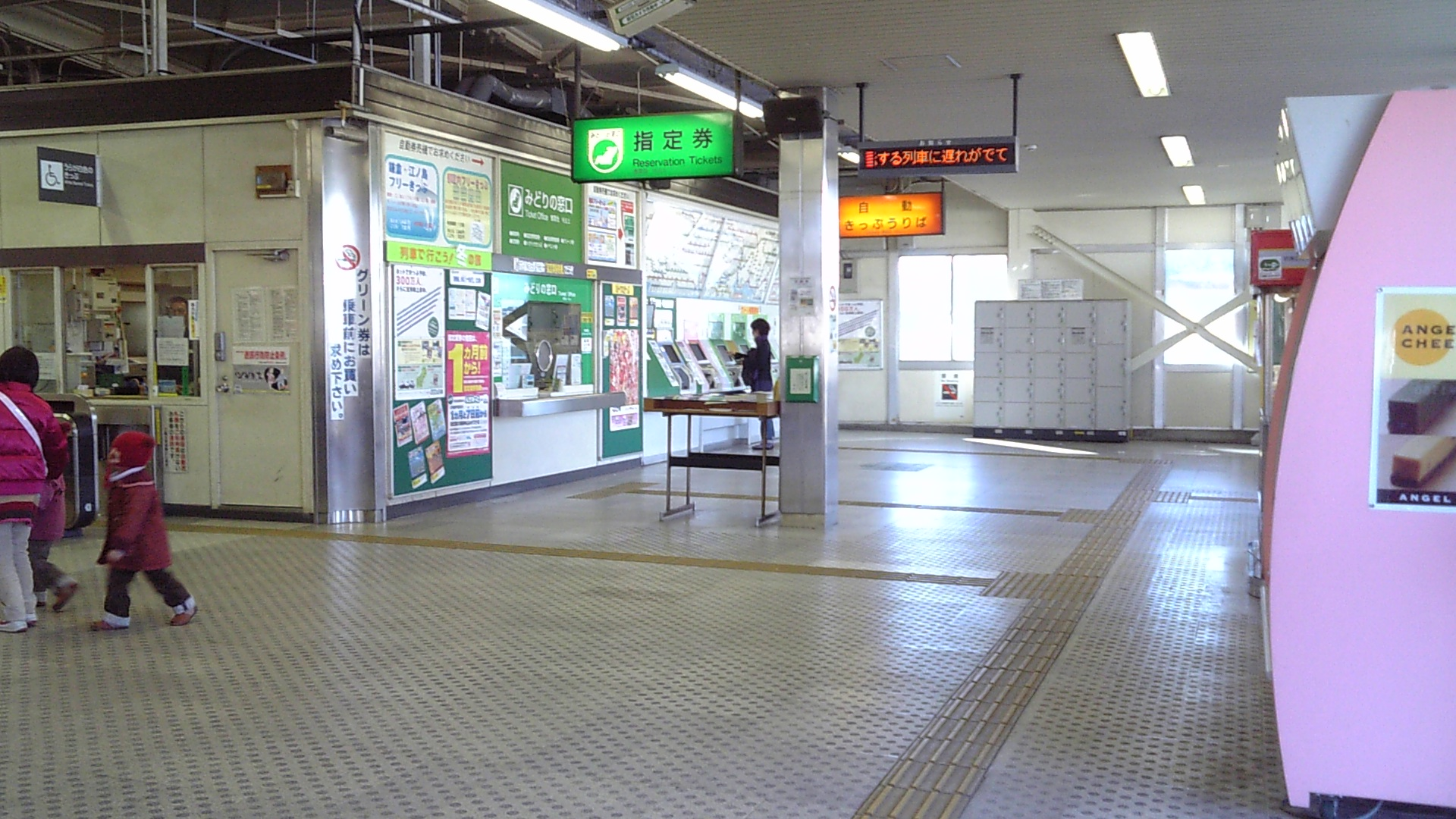
Im Bahnhof, von links nach rechts: Fahrkartenschalter, Midori no Madoguchi (geschlossen Ende September 2021), automatischer Fahrkartenautomat

- JR Yokosuka-Linie
- JR East Shonan-Shinjuku-Linie